# Самоед
Самоед (на руски: Самоедская собака) е порода кучета, принадлежащи към типа шпиц. Техният произход датира от преди 3000 години, от земите на днешен Сибир, по-точно Урало-Ненецката област. Били открити и внесени в Англия от Ърнест Скот и използвани в много полярни експедиции от Роалд Амундсен, Фритьоф Нансен, дук Абруци Луиджи Савойски и други.
Самоедът е типично впрегатно куче, с мощен гръб и лапи, издръжливо на големи преходи. В миналото те се използвали като впрегатни кучета, както и за лов и охрана на стадата. Притежават спокоен темперамент, включващ липса на агресивност и позитивно настроение. Цветът им е бял, с гъст косъм и твърд подкосъм. Първият стандарт на породата е приет в Англия през 1909. По-късно той претърпява леки изменения. Средната продължителност на живота на кучетата от тази порода е около 11 години.

## Описание

### Размер
Мъжките обикновено тежат между 23 – 30 kg, при височина 60 – 70 cm, докато женските са приблизително 20 – 26 kg, при височина 50 – 60 cm.

### Очи
Очите биват обикновено тъмно кафяви, с бадемовидна форма. Син, светлокафяв или жълт цвят се смятат за сериозен породен недостатък.

### Уши
Ушите са малки, заоблени, покрити с козина, триъгълна форма. Могат да имат светло бежово оцветяване.

### Космена покривка
Породата се отличава с дълга козина, с гъст подкосъм. Цветът обикновено е бял, със сребристи оттенъци. Интересна характеристика на самоеда е, че козината има уникалното свойство да се „самопочиства“ и да запазва белия си цвят. Козината на малките кучета е по-гъста и мека. Нуждаят се от ежедневно разресване и специална козметика за поддръжка.

### Характер и породен темперамент
Самоедите са дружелюбна порода, което ги превръща в лоши пазачи. Днес те се отглежда предимно като кучета-компаньони.Те притежават шумен и жив темперамент. Добра компания са за деца и други кучета. Не са ревниви, но силно се привързват към един от членовете на семейството и са склонни да проявят доминантност спрямо други домашни любимци. Не обичат самотата, а ако се почувстват изолирани, лаят и вият. Обучават се сравнително лесно и ако обучението е превърнато в игра, то не ги отегчава.